# You're the Best Thing
You're the Best Thing is een nummer van de Britse band The Style Council uit 1984. Het is de tweede single van hun debuutalbum Café Bleu.
"You're the Best Thing" is een ode van de liedverteller aan zijn vrouw. Hij zingt dat haar liefde meer voor hem betekent dan wat dan ook. Het nummer werd vooral op de Britse eilanden een hit, met in het Verenigd Koninkrijk bereikte een 5e positie. Hoewel de plaat in het Nederlandse taalgebied geen hitlijsten bereikte, werd het wel een radiohit.

## Tracklijst
- 7"

1. "You're The Best Thing" — 4:18
2. "The Big Boss Groove" — 3:40

- 12"

1. "You're The Best Thing" (lange versie) — 5:41
2. "You're The Dub Thing" — 4:58
3. "The Big Boss Groove" — 4:39